# Babia Góra

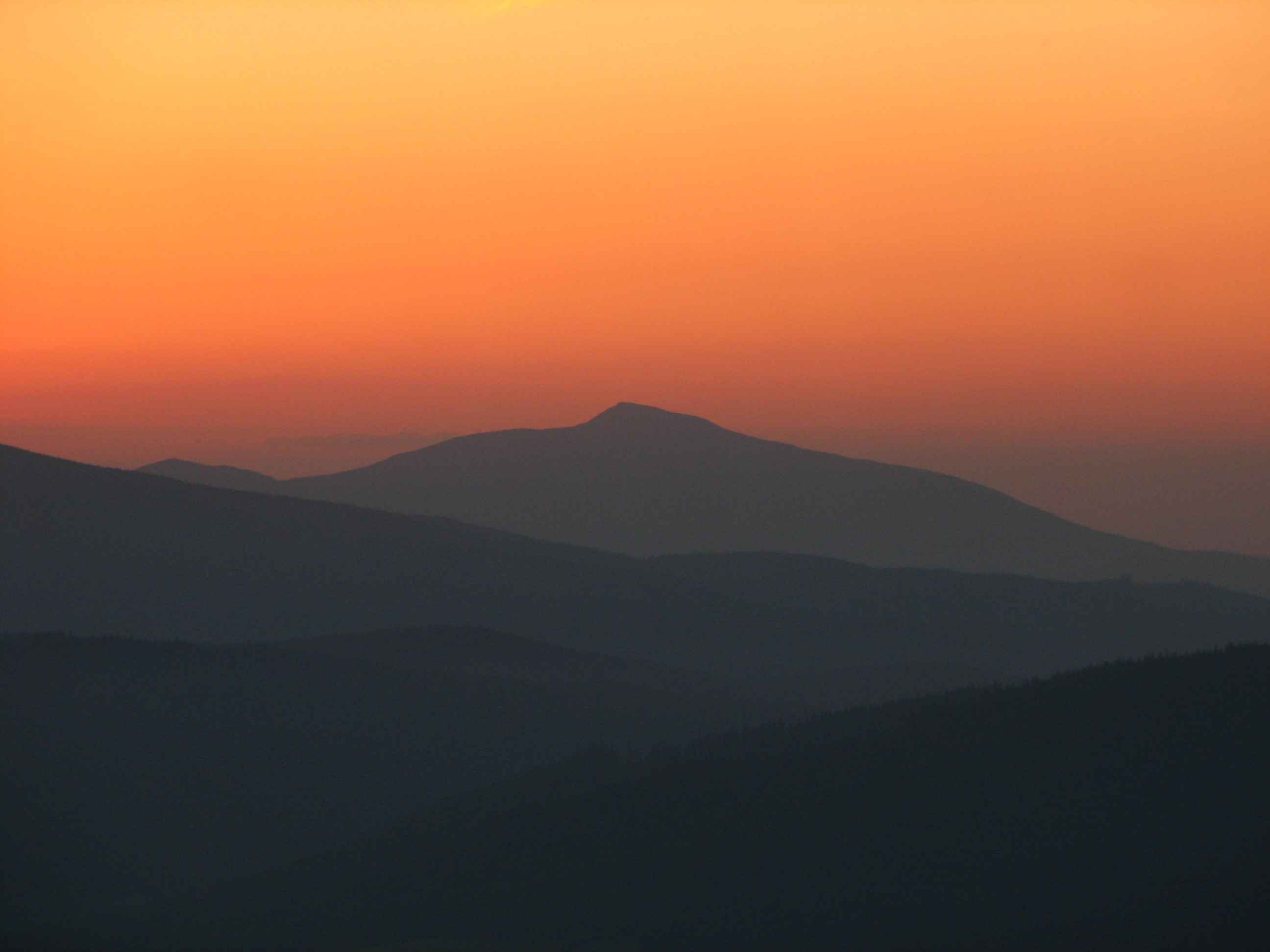
Babia Góra widziana z Rycerzowej (2007)

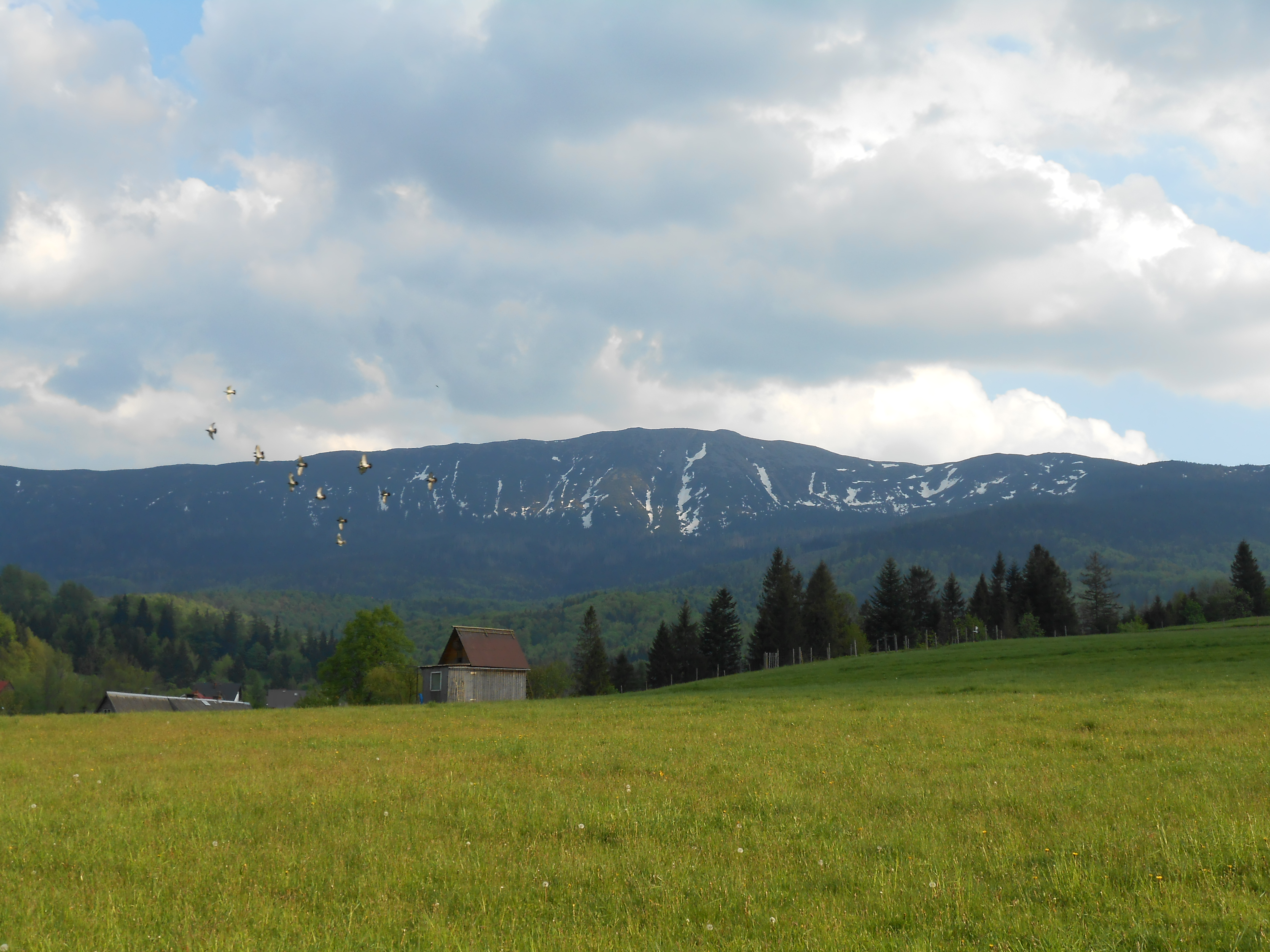
Babia Góra z Zawoi-Składy

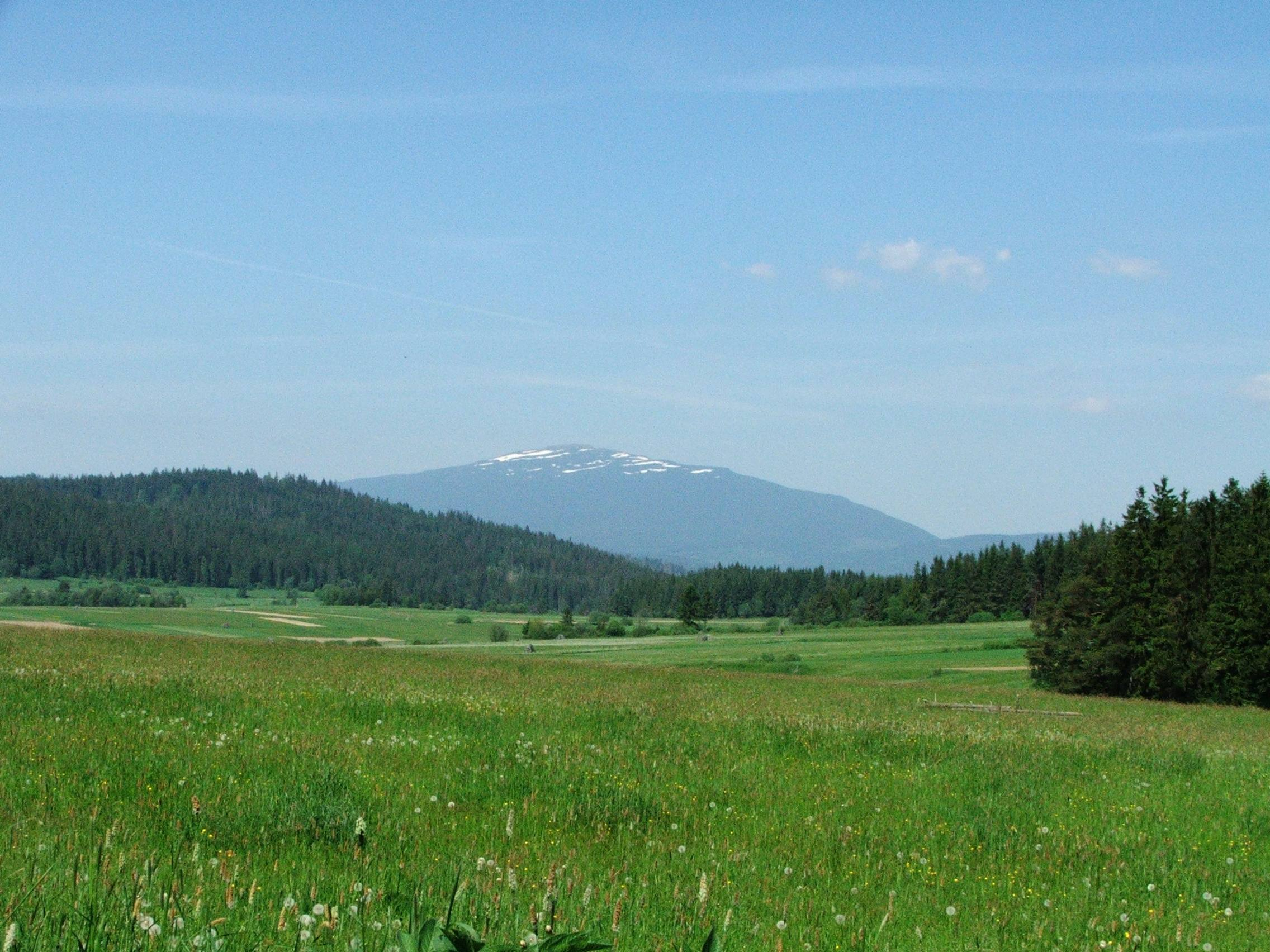
Widok Babiej Góry z Podwilka

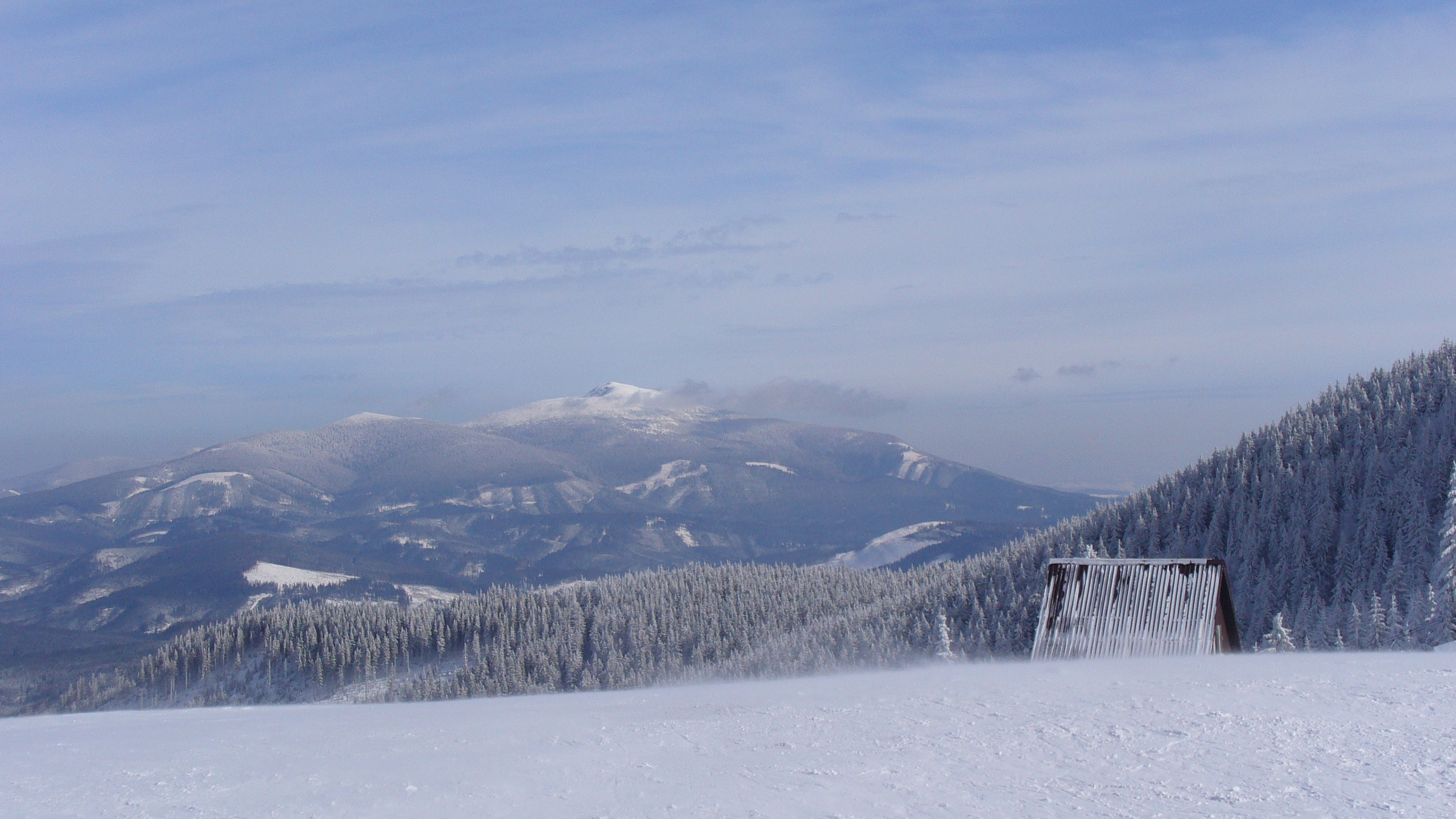
Widok z Hali Miziowej: Babia Góra i Cyl (na lewo)

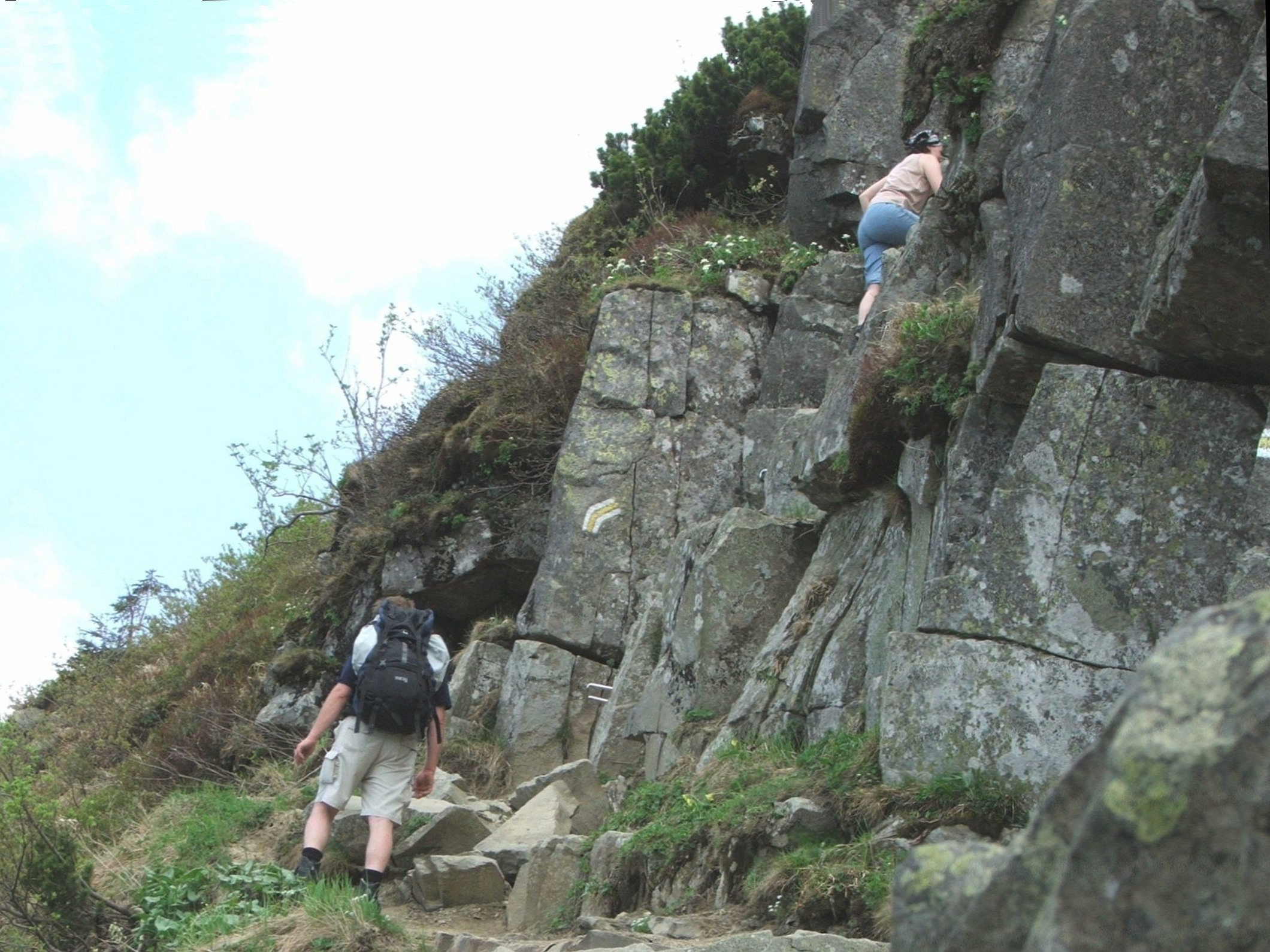
Szlak żółty – Perć Akademików

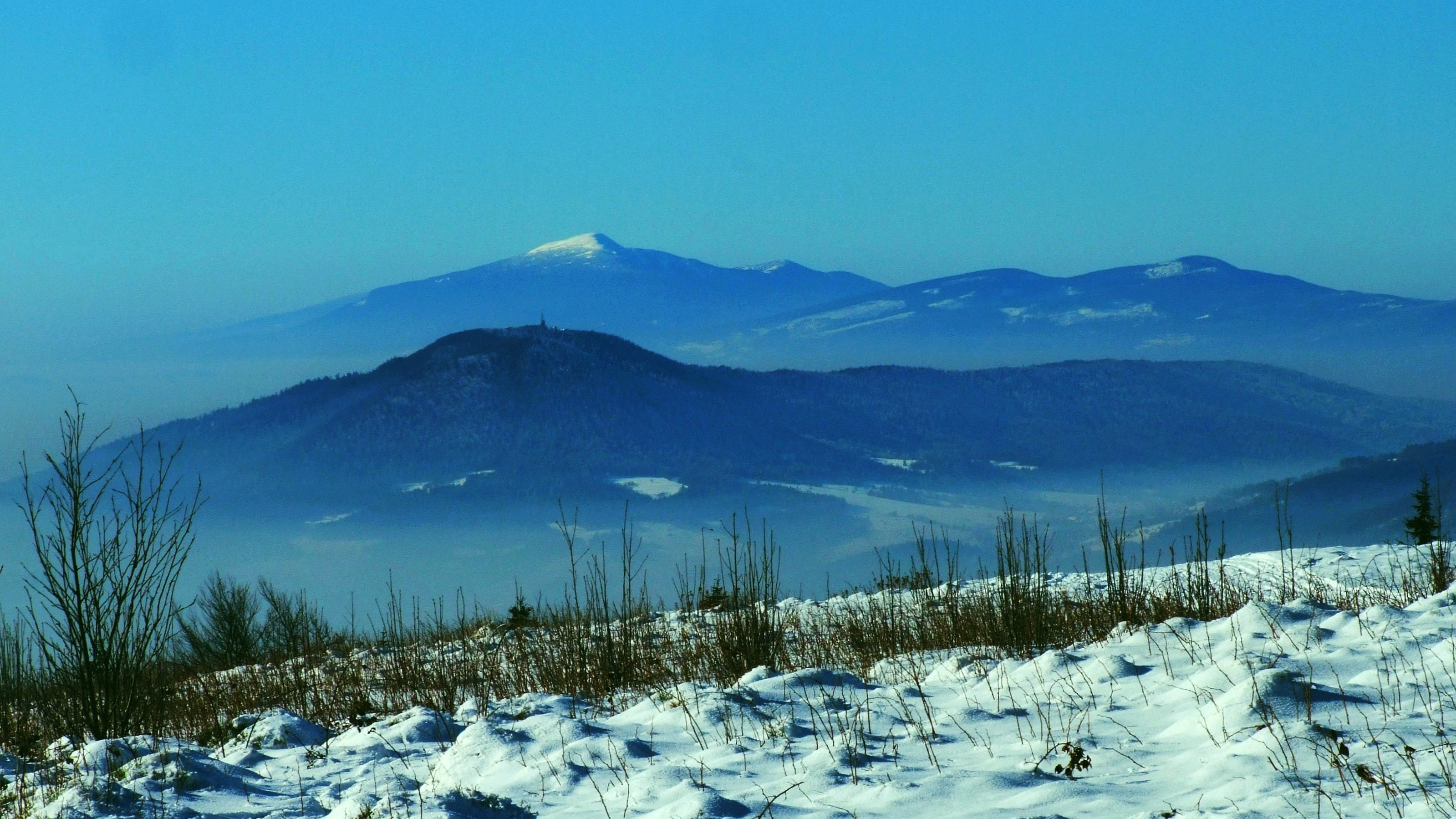
Babia Góra – widok z odległego Ćwilina

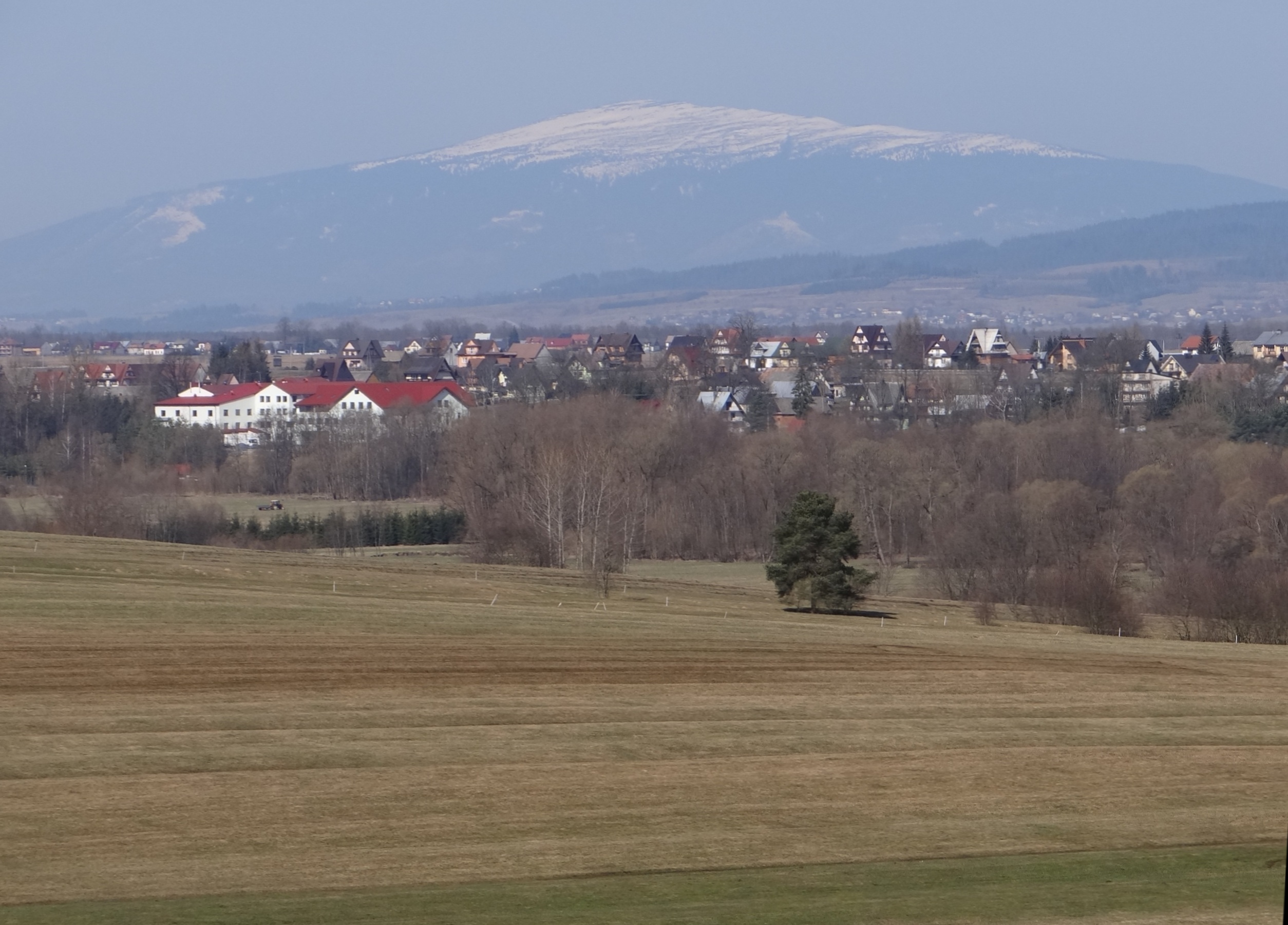
Babia Góra z Rogoźnickiej Skałki

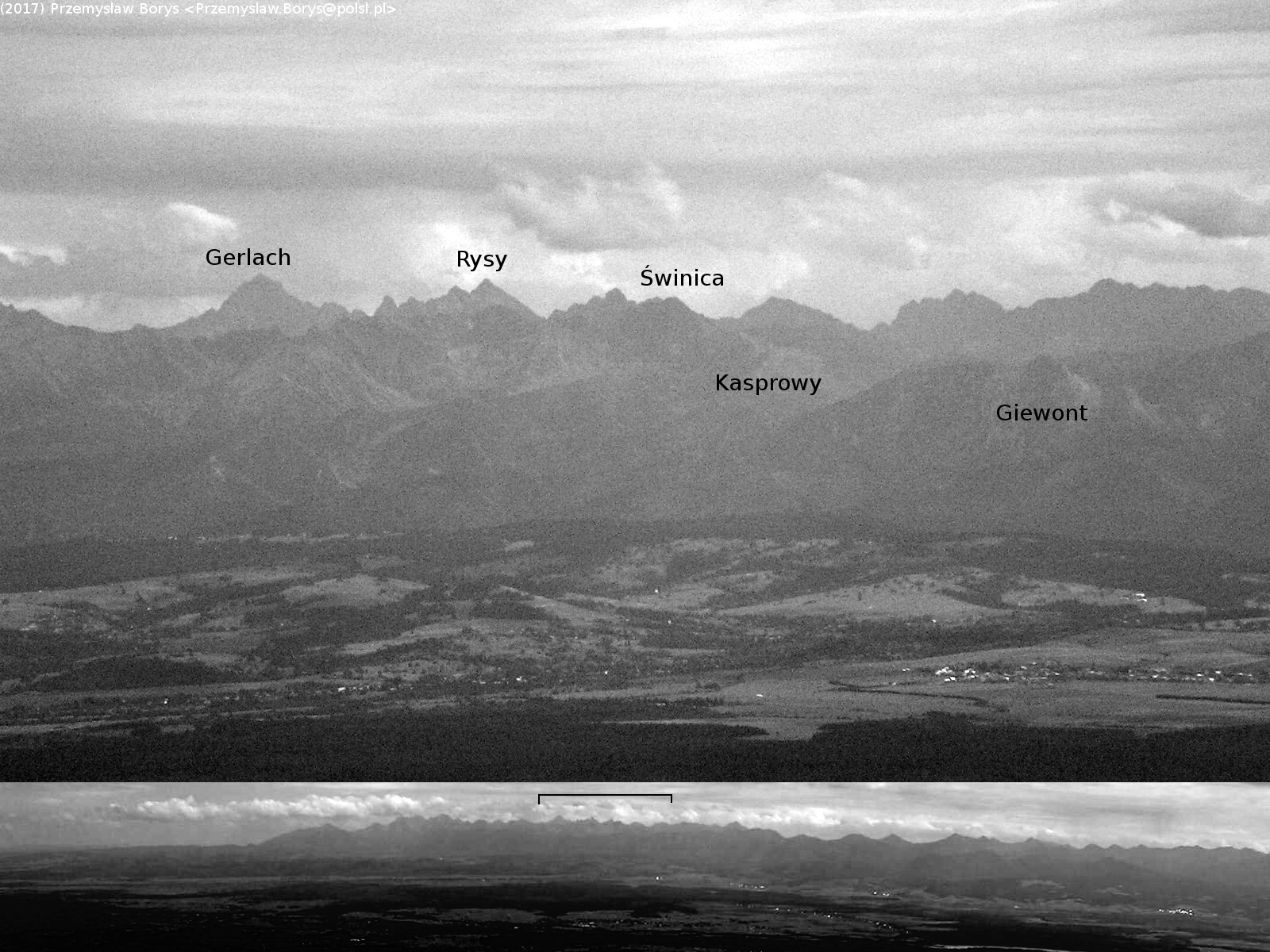
Widok Tatr Wysokich w panoramie Tatr z Babiej Góry. U dołu zaznaczono obszar pasma objęty powiększona panoramą

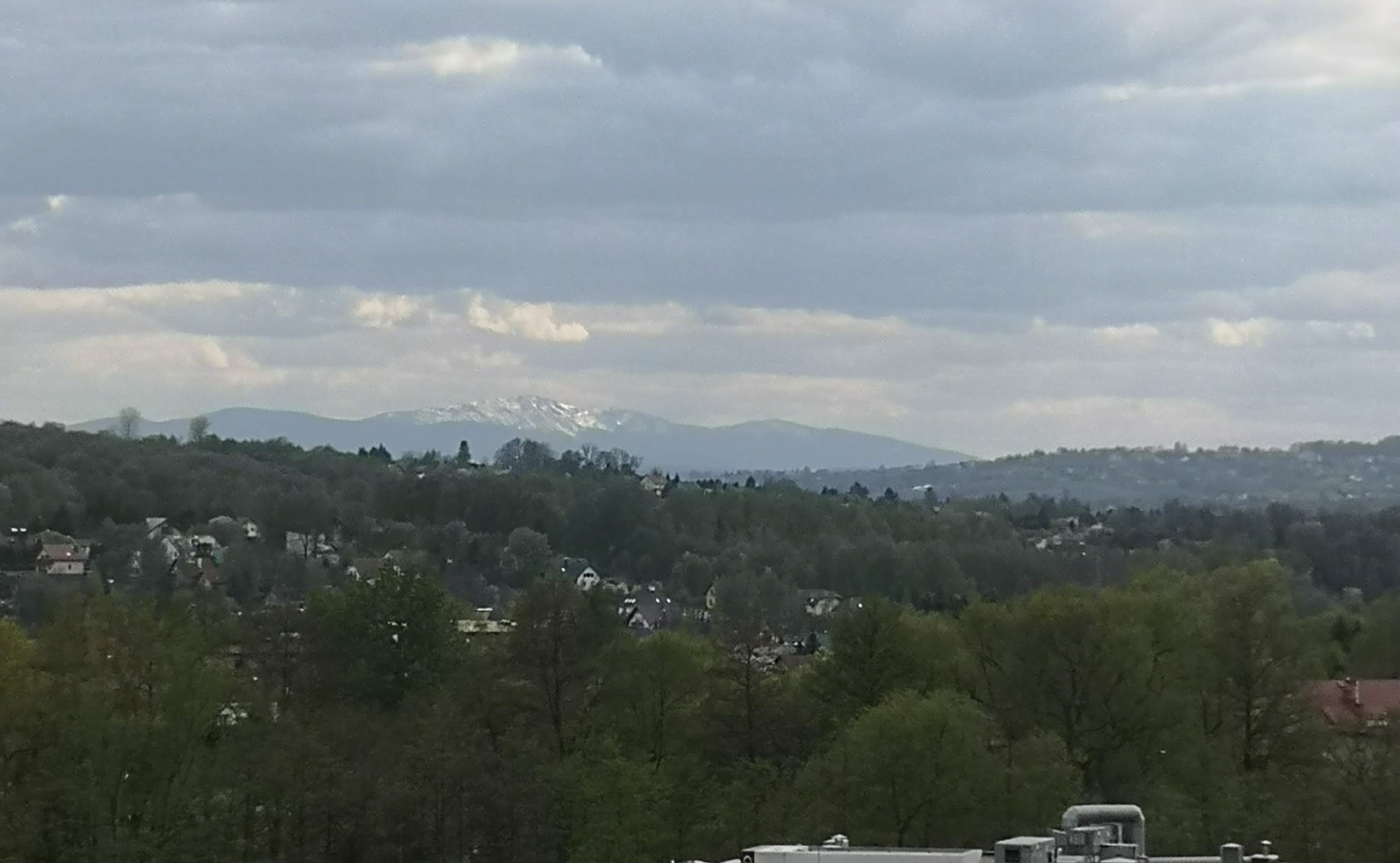
Widok na Babią Górę z południowej części Krakowa

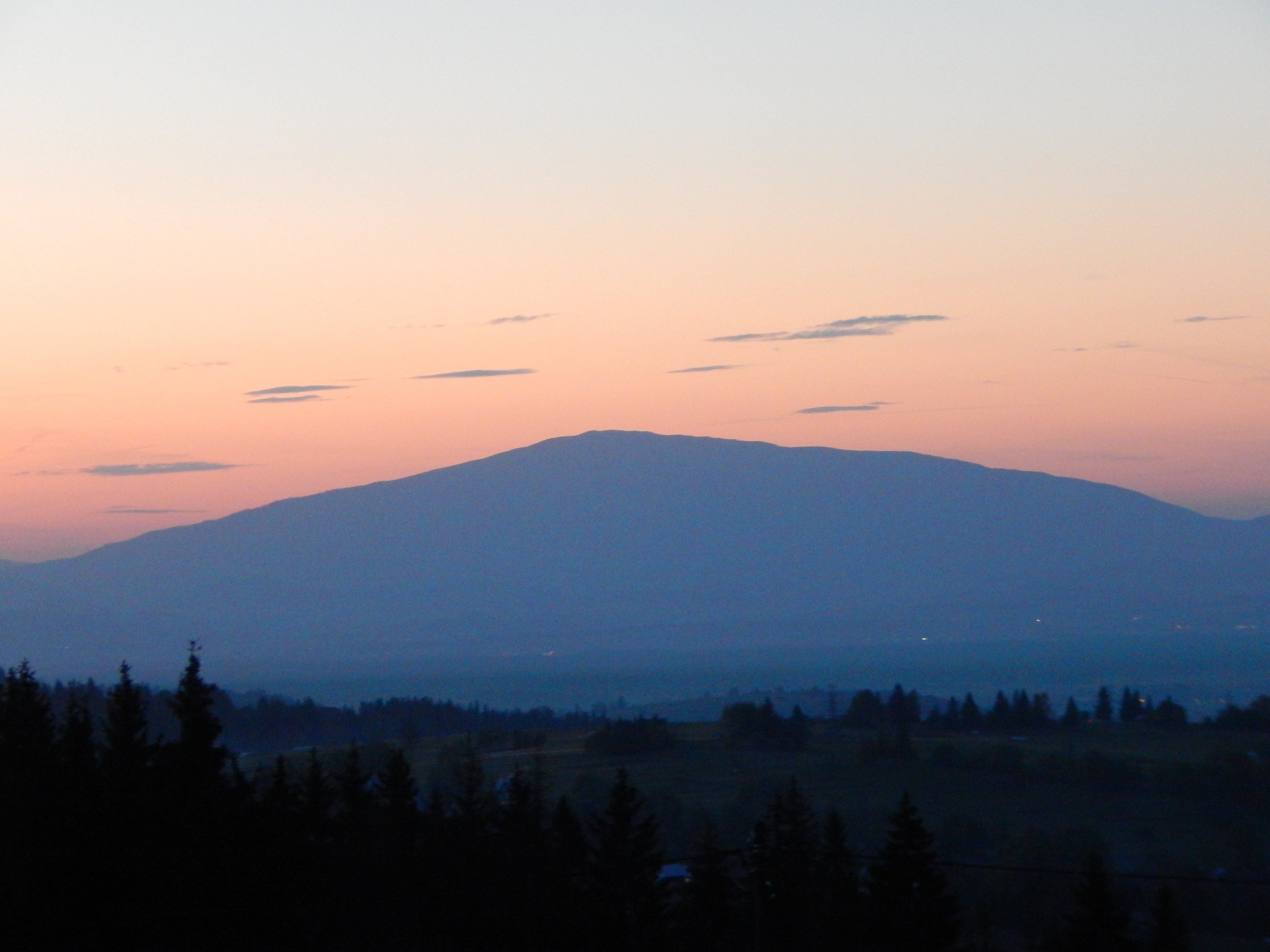
Babia Góra widziana z Gubałówki

Babia Góra (słow. Babia hora) – masyw górski w Paśmie Babiogórskim należącym do Beskidu Żywiecko-Orawskiego w Beskidach Zachodnich. Najwyższym szczytem jest Diablak (1724 m, niem. Teufelspitze, czyli Diabelski Szczyt), często nazywany również Babią Górą, jak cały masyw. Jest najwyższym szczytem Beskidów Zachodnich i poza Tatrami najwyższym szczytem w Polsce, drugim co do wybitności (po Śnieżce). Zaliczany jest do Korony Gór Polski.

## Pochodzenie nazwy i legendy
Pochodzenie nazwy Babia Góra tłumaczą liczne legendy ludowe. Jedna z nich mówi, że jest to kupa kamieni wysypanych przed chałupą przez babę – olbrzymkę, według innej to kochanka zbójnika, która skamieniała z żalu widząc, jak niosą jej zabitego ukochanego. Według innych legend nazwa góry pochodzi od tego, że w jaskiniach pod tą górą zbójnicy ukrywali swoje branki. Nazwa może też mieć powiązanie z niektórymi znaczeniami słowa baba (rodzaj ciasta lub kamienny posąg kultowy). Kazimierz Sosnowski podawał o nazwie, iż ...świat uczony wywodzić ją chce od prasłowiańskiego bóstwa „Baba” (...), czczonego jako „matka-żywicielka”. Jednocześnie wskazywał, że powszechnie nazwę góry tłumaczy się jej przysadzistym kształtem, podobnym jakoby do siedzącej baby.
Sławny wójt żywiecki, Andrzej Komoniecki, w swoim „Dziejopisie Żywieckim” pisał w sposób następujący (1728): Także w Babiej Górze jest góra albo gronik, na którym jest kamienna baba tak wyrośniona, a woda z niej idzie. Gdzie tam jest skała, z jednej strony nie przystępno do niej, a z drugiej połogo idzie, i stąd Babia Góra nazwana. Jeszcze bardziej zwodnicza informacja o Babiej Górze pojawiła się w pierwszej polskiej encyklopedii – dziele Benedykta Chmielowskiego pt. „Nowe Ateny” z roku 1745. Autor ten umieścił na wierzchołku góry jezioro, nazywane Morskim Okiem.
Wysokość i wybitność masywu Babiej Góry sprawiła, że w XIX w. nadano jej nazwę Królowej Beskidów, z powodu bardzo zmiennej pogody nazywana też była Matką Niepogód lub Kapryśnicą, a ostatnio mieszkańcy Orawy nazywają ją także Orawską Świętą Górą.

## Topografia
W regionalizacji fizycznogeograficznej Polski według Jerzego Kondrackiego, a także innych autorów, Babia Góra zaliczana jest do Beskidu Żywieckiego, w słowackiej terminologii są to Oravské Beskydy. W najnowszej regionalizacji połączono te regiony tworząc Beskid Żywiecko-Orawski.
Masyw Babiej Góry rozciąga się od Przełęczy Jałowieckiej Północnej po przełęcz Krowiarki. Wyróżniają się w nim dwa wybitne wierzchołki; Diablak i Mała Babia Góra (1517 m), ale w głównej grani topografowie wyróżniają jeszcze wiele pomniejszych wierzchołków, grzbietów i przełęczy. W kierunku od zachodu na wschód są to:
- Jałowcowy Garb (1017 m),
- Przełęcz Jałowiecka Południowa (993 m),
- Mała Babia Góra (inaczej zwana Cylem, 1517 m),
- Niższy Cyl (ok. 1490 m),
- przełęcz Brona (1408 m),
- Złotnica,
- Kościółki (1620 m),
- Lodowa Przełęcz (1606 m),
- Pośredni Grzbiet,
- Diablak (1725 m),
- Siodło Bończy,
- Gówniak (inaczej Wołowe Skały, 1617 m),
- Kępa (1521 m),
- Sokolica (1367 m).

Granią masywu biegnie Wielki Europejski Dział Wodny, a jej częścią zachodnią po Diablaka granica polsko-słowacka. Północne stoki masywu Babiej Góry ograniczone są przez dwa potoki: Jałowiecki Potok spływający spod Jałowieckich Przełęczy (Północnej i Południowej) oraz potok Jaworzynka spływający spod przełęczy Krowiarki. Łączą się one we wsi Zawoja w tzw. Widłach, tworząc rzekę Skawicę. Całe północne stoki masywu znajdują się w obrębie polskiej miejscowości Zawoja. Od stron południowej i wschodniej sytuacja jest bardziej skomplikowana. Tam masyw Babiej Góry ciągnie się od Półgórzanki na zachodzie po potoki Syhlec i Zubrzyca na wschodzie, a od dolnej części masywu aż po Czarną Orawę i Jezioro Orawskie ciągną się trzy niskie i długie grzbiety należące do Działów Orawskich: Dział Rabczycki, Dział Lipnicki i Dział Zubrzycki. Od tej strony stoki Babiej Góry należą do dwóch słowackich miejscowości – Orawska Półgóra i Rabczyce oraz czterech polskich: Lipnica Wielka, Kiczory, Lipnica Mała i Zubrzyca Górna.
Wysokość względna Babiej Góry wynosi dla stoków południowych 900 metrów, a dla północnych 1100 metrów i jest największą poza Tatrami w Polsce. Babia Góra przewyższa otaczające ją szczyty o około 200–600 metrów. Cechuje ją również duża izolacja (duża odległość od innych gór porównywalnej lub większej wysokości).
Na mapach wysokość Babiej Góry przedstawiana jest zazwyczaj jako 1725 m lub 1722,9 m (w zaokrągleniu 1723 m). W ostatnich latach wykonano nowe pomiary lidarowe oraz geodezyjne, w wyniku których wysokość Diablaka została określona na niecałe 1724 m:
- polskie dane z lotniczego skanowania laserowego z 2014 roku: 1723,8 m (w układzie wysokości Amsterdam)[2],
- polskie pomiary geodezyjne z 2019 roku: 1723,6 m (w układzie wysokości Kronsztad)[3],
- słowackie dane z lotniczego skanowania laserowego z 2019 roku: 1723,7 m (w układzie wysokości Kronsztad – Bpv)[4].

Przez szczyt Babiej Góry biegnie granica między miejscowościami Zawoja w powiecie suskim i Lipnica Wielka w powiecie nowotarskim (obydwie w województwie małopolskim)[3], stoki południowe należą do Słowacji.

## Geologia i rzeźba terenu
Beskidy, w tym również Babia Góra, uległy wypiętrzeniu w trzeciorzędzie, na obszarze pierwotnie zajmowanym przez Prakarpaty. Babia Góra zbudowana jest z fliszu piaskowcowo-łupkowego o dużej miąższości, o wyraźnym podziale na warstwy podmagurskie (piaskowce, łupki i margle powierzchniowe w dolnych partiach masywu) i magurskie (piaskowce o miąższości do 750 m). W skałach masywu odkryto liczne skamieniałości – głównie fauny numulitowej.
Epoka lodowa zapanowała w Karpatach przed 600 tys. lat. Powstały wówczas lodowce, których ślady (kary i jeziora polodowcowe) zachowały się w Tatrach i Karkonoszach. Prawdopodobnie w masywie babiogórskim występowały zjawiska glacjalne, lecz ich działalność została zatarta przez erozję okresu holocenu. Jedyną pozostałością lodowca, bądź pola firnowego, jest Kotlinka Suchego Potoku. W procesie erozji największe znaczenie miały tu ruchy masowe, szczególnie intensywne na północnych stokach masywu. Ich pozostałością są liczne, różnej wielkości osuwiska oraz występujące w ich strefach jeziorka osuwiskowe, takie jak: Mokry Stawek (największy), Zimny Stawek, Mały i Duży Orawski Stawek, Czarne Oko, Marków Stawek, Mały Stawek, Mułowy Stawek oraz okresowy Suchy Stawek.
Północne, skaliste stoki charakteryzują się wyjątkowo dużym nachyleniem (do 70°), południowe są znacznie łagodniejsze. Partie wierzchołkowe pokrywa największe w całych polskich Beskidach Zachodnich rumowisko skalne.
W masywie Babiej Góry zinwentaryzowano 24 jaskinie o łącznej długości 414,2 m. Większość dużych obiektów zlokalizowana jest na południowych stokach masywu. Najdłuższą z nich jest zlokalizowana właśnie na południowym stoku Babiej Góry, już po polskiej stronie granicy, Dymiąca Piwnica o rozbudowanej sieci korytarzy, długości 86,5 m i deniwelacji 10,5 m. Nagromadzenie największych, stosunkowo głębokich (do 16 m) obiektów jaskiniowych zinwentaryzowano w rowach i szczelinach przygrzbietowych na południowych stokach Cylu. Największą z tych jaskiń jest Jaskinia w Małej Babiej Górze I o długości korytarzy 58,5 m.

## Przyroda
Babia Góra jest jedynym w polskich Beskidach masywem o cechach wysokogórskich. Jest obszarem, na którym naturalne zasoby przyrodnicze oraz wewnętrzne układy biocenotyczne uległy w większości jedynie nieznacznym zmianom spowodowanym działalnością człowieka. Jednym z najcenniejszych elementów masywu jest roślinność. Na północnych stokach masywu zachował się w doskonałym stanie naturalny, piętrowy układ roślinności górskiej, stanowiący odbicie zróżnicowanych warunków klimatycznych oraz bogactwa siedlisk. W najniższym piętrze, w reglu dolnym, znajdują się resztki niemal pierwotnej puszczy karpackiej. W reglu górnym dominują stare, naturalne świerczyny, które w swym najwyższym zasięgu kształtują górną granicę lasu. Powyżej niej znajduje się dobrze wykształcone piętro kosodrzewiny, natomiast w partiach szczytowych góry istnieje jedyne w Beskidach naturalne piętro halne. We wszystkich tych piętrach znajdziemy szereg zróżnicowanych zespołów roślinnych o specyficznych składach gatunkowych.
Na Babiej Górze występuje 106 gatunków wątrobowców, w tym 20 podlegających ochronie. Jeden z nich to endemit europejski (Scapania helvetica), 8 to gatunki rzadkie i bardzo rzadkie. Flora mchów liczy 279 gatunków. Wśród nich jest 80 gatunków chronionych, 11 znajdujących się na „Czerwonej liście mchów zagrożonych w Europie”, 34 na „Czerwonej liście mchów zagrożonych w Polsce”. Wśród roślin naczyniowych naliczono 626 gatunków. Występują tu 23 gatunki ściśle chronione i 33 podlegające ochronie częściowej. 20% stanowią gatunki górskie, co świadczy o wysokogórskim charakterze tego masywu. Flora jest w dużym stopniu naturalna: 90% to gatunki rodzime, 7% stanowią gatunki obcego pochodzenia, ale dawno przybyłe (archeofity). Z rzadkich w Polsce gatunków roślin występują m.in. tojad morawski, wyblin jednolistny, rogownica alpejska, okrzyn jeleni, zimoziół północny, turzyca pchla, tocja alpejska, gnidosz Hacqueta. 4 z nich znajdują się w Polskiej Czerwonej Księdze Roślin.
W 1954 w masywie Babiej Góry (wraz ze szczytem Diablak) utworzono Babiogórski Park Narodowy. W uznaniu cennych walorów przyrodniczych, a zwłaszcza dobrze wykształconych i zachowanych pięter roślinności, Babiogórski Park Narodowy został wpisany 17 stycznia 1977 przez UNESCO na listę światowych rezerwatów biosfery.
Słowacka część masywu leży w granicach Obszaru chronionego krajobrazu (CHKO) Horná Orava. Partie szczytowe objęto w 1974 r. ochroną w rezerwacie przyrody Babia hora o powierzchni 530,33 ha (obecnie tzw. strefa ochrony „A” w ramach CHKO).

## Historia
Babia Góra wznosi się w głównym wododziale karpackim wielkim, wybijającym się masywem, dobrze widocznym zwłaszcza od południa i wschodu, z doliny Czarnej Orawy i Przełęczy Spytkowickiej, którymi już od średniowiecza biegł uczęszczany szlak zwany Polską Drogą, łączący Polskę z Węgrami. Już wówczas masyw ten występował pod swoją obecną nazwą. Znał ją Jan Długosz, który w swych Rocznikach, czyli kronikach sławnego Królestwa Polskiego (księga I: „Chorographia Regni Poloniae”, rozdział „Opisanie gór w Polsce”) notował (1468): Baba góra, bardzo wysoka, nad rzeką Sołą, bogata w rozmaite zioła, blisko miasteczka Żywca.
Najstarsza mapa, na której zaznaczona została Babia Góra, pochodzi z roku 1558. Jej autorem jest kartograf Wacław Grodecki.
Sam masyw zaczął być penetrowany wraz z dotarciem w ten rejon fali wędrownych pasterzy wołoskich, być może już z końcem średniowiecza. Na licznych polanach, wytworzonych z czasem w lasach Babiej Góry wypasano owce, zaś w najwyższych, naturalnie bezleśnych partiach (w piętrze halnym) – woły. Dla powiększenia pastwisk wycięto znaczne ilości kosodrzewiny. Po utworzeniu parku narodowego wypasu zakazano, a wiele polan zarosło lasem. Kosodrzewina odnowiła się i zajmuje znaczne obszary. Obecnie wypasa się owce jeszcze tylko na polanie Liniarka i Hali Śmietanowej Lipnickiej, nad Czarną Orawą w Lipnicy Wielkiej oraz w słowackim Bobrowie.
W 1995 roku gminy po polskiej i słowackiej stronie Babiej Góry utworzyły Stowarzyszenie Gmin Babiogórskich, którego celem jest zachowanie ludowej kultury, folkloru i tradycji tego obszaru i mieszkających tu Babiogórców (Górali Babiogórskich), a także rozwój turystyki pod Babią Górą.

### Historia badań Babiej Góry
W 1550 r. do południowych podnóży Babiej Góry dotarła urzędowa ekspedycja, która inwentaryzowała zasoby solne królestwa Węgier. Na wykonanej wówczas mapie Górnej Orawy zaznaczone zostało źródło, nazwane później Slaná voda.
W wydanym w Krakowie w roku 1595 „Herbarzu polskim (...)” Marcin z Urzędowa wspominał o babiogórskim pochodzeniu niektórych ziół leczniczych.
Pierwszy szerszy, choć ogólny opis masywu Babiej Góry podał Stanisław Staszic w „Rocznikach Towarzystwa Warszawskiego Przyjaciół Nauk” wyd. w 1810 r. Podczas swych podróży zdobył on w 1804 r. szczyt od strony południowej, z Orawy, zaczynając wycieczkę w Podwilku. W 1830 r. masyw babiogórski badał przyrodnik Ludwik Zejszner, który na Diablaku stanął 31 sierpnia tegoż roku. On jako pierwszy zapisał nazwę „Diabla Kuchnia”. W latach 1875–1879 co roku kilkutygodniowe badania geobotanicznie oraz regularne pomiary barometryczne prowadził Hugo Zapałowicz. Wynikiem tych badań była fundamentalna praca pt. „Roślinność Babiej Góry pod względem geograficzno-botanicznym”, z mapą i przekrojami, ogłoszona w 1880 r. na łamach „Sprawozdań Komisji Fizjograficznej AU w Krakowie” (t. XIV). W pozycji tej Zapałowicz opracował ponad 600 gatunków roślin Babiej Góry. W latach międzywojennych badania botaniczne prowadził Jan Walas, publikując w 1933 r. monografię pt. „Roślinność Babiej Góry”.
Kompleksowe badania masywu babiogórskiego rozpoczęły się dopiero po utworzeniu w 1954 r. Babiogórskiego Parku Narodowego.

## Turystyka
Szlaki
Piesze szlaki turystyczne:
 Główny Szlak Beskidzki: Markowe Szczawiny – przełęcz Brona – Babia Góra – Sokolica – Przełęcz Lipnicka
- z Markowych Szczawin 1:30 h (↓ 1:10 h), z przełęczy Brona 1 h (↓ 0:45 h)
- z przełęczy Krowiarki 2:30 h (↓ 1:30 h), z Sokolicy 1:30 h (↓ 1 h)

 Przełęcz Jałowiecka – Mała Babia Góra – przełęcz Brona – Babia Góra – Stańcowa Polana – Kiczory
- z Przełęczy Jałowieckiej Północnej 2:25 h (↓ 2 h), z Małej Babiej Góry 1:15 h (↓ 1:10 h)
- z Kiczor 3:40 h (↓ 3:10 h), ze Stańcowej 2:30 h (↓ 2 h)

 Markowe Szczawiny – Perć Akademików – Babia Góra – Chata Slaná voda (Słowacja)
- z Markowych Szczawin 1:15 h (↓ 0:45 h)
- z Chaty Slaná voda 3:25 h (↓ 3:10 h)

 Orawska Półgóra – Chata Slaná voda – Mała Babia Góra (czasy przejścia na Małą Babią Górę)
- z Orawskiej Półgóry 3:30 h (↓ 3:15 h), z Chaty Slaná voda 3 h (↓ 2:45 h)

Szlaki prowadzą na szczyt również od strony słowackiej – to właśnie z Orawskiej Półgóry poprowadzono na szczyt w 1894 r. pierwszy znakowany szlak turystyczny, wytyczył go Beskidenverein (wówczas szlak był w granicach Węgier). Rok później BV poprowadził szlaki od strony polskiej (wówczas galicyjskiej) – były to jedne z pierwszych szlaków w polskich Beskidach Zachodnich.
Południowymi stokami masywu biegnie droga zwana Pańskim Chodnikiem (także Pańską Ścieżką lub Rajsztagiem, z niem. Reich – państwo, Steg – ścieżka). Była ona jednym ze starych szlaków komunikacyjnych pod Babią Górą, łączącym Zubrzycę z Półgórą (słowacka Polhora). Wybudowana została przez austriacką administrację leśną, a rozbudowana po I wojnie światowej przez Wojsko Polskie jako główny dojazd do Lipnicy Wielkiej – Przywarówki. Droga terenowa łączy Śmietanową, Stachurówkę, Nad Wykrotami, Wykroty, Parking Polana Stańcówka, przecina granicę ze Słowacją (Stańcowe Siodło) i biegnie dalej przez Prírodný Prameň – Roveň, Chatę Slaná Voda (Słona Woda) do Półgóry i nadaje się do wycieczek kolarskich.
Najwyższy wierzchołek, Diablak, odznacza się wybitnymi walorami widokowymi. Roztacza się z niego panorama na wszystkie strony, obejmująca Beskid Żywiecki, Śląski, Mały, Makowski, Wyspowy, Gorce, Kotlinę Orawsko-Nowotarską, Tatry po stronach polskiej i słowackiej, a także inne grupy górskie Słowacji: Góry Choczańskie, Magurę Orawską, Niżne Tatry oraz Wielką i Małą Fatrę.
Turystyka zimowa
Pierwszego znanego wejścia narciarskiego na szczyt Babiej Góry dokonała 6 stycznia 1906 r. grupa niemieckich turystów – członków Beskidenverein z Zabrza. Szli oni z Przyborowa ówczesnym czarnym szlakiem wyznakowanym przez BV przez Przełęcz Jałowiecką, a dalej granią przez Małą Babią Górę i przełęcz Bronę. Schodzili w potężnej wichurze do nowo uruchomionego niemieckiego schroniska pod Diablakiem.
Pierwszymi polskimi narciarzami na Diablaku byli w lutym 1908 r. Władysław Pawlica z Zakopanego (w późniejszych czasach znany geolog), Walery Goetel (wówczas jeszcze student), jego brat Ferdynand (wówczas uczeń) oraz Jan Nowak. Po noclegu w nowym schronisku PTT na Markowych Szczawinach osiągnęli oni szczyt w wejściu przez przełęcz Bronę, po czym zjechali na południową stronę do Lipnicy Wielkiej. Wraz z nimi w tym samym dniu i tą samą drogą osiągnęli szczyt na karplach Wacław Majewski i Władysław Kuryluk, schodząc następnie do Orawskiej Półgóry.
Schroniska
Pierwszy obiekt, służący jako schronienie dla odwiedzających Babią Górę, powstał na jej szczycie już w 1806 r. Był to prosty, drewniany schron zbudowany w związku z wizytą na Babiej Górze arcyksięcia Józefa Habsburga, palatyna Węgier. Funkcjonował krótko, zniszczyła go wichura. Stał prawdopodobnie w miejscu, w którym dzisiaj wznosi się pomnik z 1876 roku.
W połowie stulecia stanął schron turystyczny „Losertówka”. Powstał w 1852 z inicjatywy hr. Filipa Saint Genois – właściciela dóbr makowskich, Zawoi i Babiej Góry. Nazwę zawdzięcza Józefowi Loserthowi, naczelnikowi ówczesnego obwodu wadowickiego. Schron na planie kwadratu o boku 4 metrów zbudowany był z miejscowego kamienia, przykryty spadzistym dachem krytym gontem. Miał niezamykane otwory okienne i otwór wejściowy. Brak zamykanych okien i drzwi sprawił, że schron po kilku latach padł ofiarą burz oraz porywistych wiatrów.
Pierwsze schroniska pojawiły się na początku XX wieku:
- Schronisko turystyczne na Babiej Górze – istniejące w latach 1905–1949[30],
- Schronisko PTTK Markowe Szczawiny – pierwsze polskie schronisko w Beskidach Zachodnich[30],
- Chata Slaná voda (Słowacja).

Wypadki
Wyższe partie masywu znane są z bardzo zmiennej i kapryśnej pogody, która była wśród turystów i narciarzy przyczyną wielu zabłądzeń i wypadków, w tym śmiertelnych. Latem szczególnie niebezpieczne są gwałtowne burze na jej szczycie, zimą – śnieżne huragany, w niektórych partiach szlaków turystycznych istnieje zagrożenie lawinowe, a na odkrytych szczytach i przełęczach często wieją silne wiatry. Nad bezpieczeństwem turystów i narciarzy czuwa placówka GOPR w Schronisku na Markowych Szczawinach.